# Games Workshop
Games Workshop (afgekort: GAW/GW) is een van de succesvolste bedrijven in de tabletopspelen ter wereld. Hun bekendste spellen zijn Warhammer, Warhammer 40,000 en Lord of the Rings Strategy Battle Game.

## Ontstaan
Games Workshop kent zijn eerste begin in 1975 toen drie vrienden (Steve Jackson, Ian Livingstone en John Peake) begonnen aan een eigen bedrijf in traditionele spellen. Ze vonden dat een tijdschrift om hun spellen te promoten een goed idee was en zo ontstond Owl & Wesel. Van dit tijdschrift zijn er 25 edities verschenen. Een van deze pamfletten 'voor en door spelers' kwam terecht bij Brian Blume, een van de oprichters van  TSR (Dungeons and Dragons). Deze stuurde een exemplaar van D&D op naar de drie vrienden, die direct vielen voor het spel. Na een tweetal jaar verliet John het bedrijfje en Games Workshop begon zich meer op Dungeons and Dragons spelers te richten. Ze verkochten onder andere uit Amerika geïmporteerde role playing games, naast de spelen die ze zelf ontwikkelden.
Hun volgende en iets professionelere tijdschrift werd White Dwarf gedoopt en verscheen voor het eerst in 1977. Het bedrijf begon nu stilaan een vlucht te nemen, samen met de stijgende populariteit van D&D. Maar vanaf de jaren tachtig begon de verkoop van fantasy role playing games terug te vallen. Ook bij Games Workshop was deze trend merkbaar.

## Bekende spellen
Games Workhop heeft sinds haar bestaan enkele bekende spellen uitgebracht.

### Wahammer Age of Sigmar
Vanaf eind jaren 80 begon White Dwarf zich meer en meer te oriënteren naar enkel de spelen van Games Workshop zelf. In 1983 komt de eerste versie van het spel Warhammer op de markt door Games Workshop. Dit bleek een van de meest populaire spelen te zijn die Games Workshop produceerde. Na enige tijd begon GW niet enkel regels maar ook de figuren voor de spelen te fabriceren, eerst door Citadel Miniatures wat nu een onderdeel van GW is. Deze focus van spelen ontwerpen naar figuren produceren maakt de firma een wereldspeler.
Naast Warhammer en later Warhammer 40,000 had het bedrijf nog andere spelen zoals Chainsaw Warrior en Dark Future. Het bedrijf opende nu ook meer en meer zijn eigen winkels die een groot succes kenden. 
In de jaren 90 werd het aantal spelen dat GW ondersteunde kleiner en meer gefocust op de best verkopende zoals Warhammer. De winkels verkochten al enige jaren geen andere spelen meer dan die van Games Workshop.

### Warhammer 40.000
De regels van dit spel werden voor het eerst gepubliceerd in 1987 onder de titel Warhammer 40k: Rogue Trader, als hardback boek. Dit boek beschreef de sciencefictionsetting waarin het spel zich afspeelt en bevatte een gedetailleerde set aan regels. Het spel was in zijn begindagen meer te beschrijven als een rollenspel dan een volwaardig miniature wargame.
Met het uitbrengen van verschillende edities en aanpassingen aan de regels werd Warhammer 40.000 één van de meest succesvolle producten die Games Workshop op de markt bracht.

### The Lord of the Rings
Ook heeft GW een spel ontwikkeld met de verhalen en personages uit de boeken en de films van The Lord of the Rings Van zowat alle figuren die ook maar één seconde in beeld zijn tijdens de film, of maar één keer in het boek voorkomen, zijn miniatuur figuurtjes gemaakt, die je net als bij Warhammer zelf moet schilderen en in elkaar zetten. Het spel is wat simpeler dan Warhammer maar is dan ook meer bedoeld voor alle leeftijden.
Zowel in België als in Nederland zijn er nationale kampioenschappen voor. In België heten ze Belgian qualifiers en in Nederland ranking der Nederlanden. Ook zijn er schilderwedstrijden zoals de golden demon; deze wedstrijden zijn echter ook voor Warhammer en Warhammer 40k.

## Internationaal bedrijf
Games Workshop is een internationaal en sinds 1994 een beursgenoteerd bedrijf. Het is het grootste miniaturen en regels producerende bedrijf ter wereld. In 1997 werd het hoofdkantoor opgericht in Lenton (Nottingham). Daarin zijn de meeste takken van het bedrijf en ook het museum in ondergebracht.

## Huidige spelen
Games Workshop maakt sinds een paar jaar een onderscheid tussen hoofdspelen, die ze blijvend gaan ondersteunen en meer gespecialiseerde spelen waar ze maar enkele jaren regels en miniaturen voor produceren. 
De drie hoofdspelen zijn Warhammer, Warhammer 40000 en The Lord of the Rings Strategy Battle Game. Dat laatste is een spel met modellen uit de Lord of the Rings films en boeken. Deagostini heeft een 2 wekelijks tijdschrift uitgebracht, waar modellen bijgeleverd worden (genaamd The Lord of the Rings, Battle Games in Midden-aarde. Hierdoor is dit spel enorm aangeslagen. Hiernaast zijn er de zogenaamde specialist Games. Voor het Warhammer universum zijn dat Mordheim, Warmaster en in mindere mate Blood Bowl. Battlefleet Gothic, Epic, Inquisitor en Necromunda spelen zich dan weer af in het futuristische Warhammer 40,000 universum. Battle of Five Armies is een op de slag van de vijf legers uit de de Hobbit gebaseerd spel.